# Fragment cristal·litzable
El fragment cristal·litzable (Fc) és la regió de la cua d'un anticòs que interactua amb els receptors de la superfície cel·lular anomenats receptors Fc i algunes proteïnes del sistema del complement. Aquesta propietat permet als anticossos activar el sistema immunitari. En els isotips dels anticossos IgG, IgA i IgD, la regió Fc es compon de dos fragments de proteïnes idèntics, derivats del segon i tercer domini constant de les dues cadenes pesants de l'anticòs; Els FC de IgM i IgE contenen tres dominis constants de cadena pesant (dominis CH 2-4) a cada cadena polipeptídica. Els Fc d'IgGs tenen un lloc de N-glicosilació molt conservat. La glicosilació del fragment de Fc és essencial per a l'activitat mediada pel receptor Fc. Els N-glicans adjunts a aquest lloc són predominantment estructures diantenàries nuclears fucosilades de tipus complex. A més, petites quantitats d'aquests N-glicans també contenen residus d'àcid siàlic relacionats amb GlcNAc i α-2,6.
L'altra part d'un anticòs, anomenada fragment d'unió a l'antigen (Fab), conté seccions variables que defineixen la diana específica amb la que es pot unir l'anticòs. Per contra, la regió Fc de tots els anticossos d'una classe són iguals per a cada espècie; són constants més que variables. La regió Fc és, per tant, de vegades incorrectament denominada "regió constant del fragment".
L'Fc s'uneix a diversos receptors cel·lulars i proteïnes del complement. D'aquesta manera, media diferents efectes fisiològics dels anticossos (detecció de partícules opsonitzades; lisi cel·lular; desgranulació de mastòcits, basòfils i eosinòfils; i altres processos).